# 沈开樾
沈开樾（1907年—1950年），国民党高级将领。号自新，浙江奉化人，一说宁波人。

## 生平
生于浙江奉化县（今宁波市奉化区）莼湖，是蒋中正的侄女婿。早年毕业于黄埔军校第3期，入学时年仅19岁。
民国大陆时期历任职务如下：
- 1935年：担任国民政府军事委员会特别机动总队巡缉支队支队长。
- 1937年：担任国民政府军事委员会委员长侍从室侍从3组组长。
- 1946年：担任第79军暂编2师师长，少将军衔。
- 1949年：担任第3军副军长。
- 1949年12月：兼任成都防守司令部参谋长。

国共内战时期，沈开樾于1949年12月下旬在四川蒲江被俘。1950年7月，因组织暴乱罪，在四川成都被处决。

## 救蒋
抗日战争时期，蒋中正在黄山官邸指挥对日作战。日本陆军航空队第三飞行集团团长远藤三郎从离任的意大利驻华大使怀利·贝克得知黄山官邸的具体位置。1941年8月，日军又破解了国军密电，得知当年8月30日蒋中正要在黄山官邸召开军事会议。日本遂制订了轰炸黄山官邸之空袭计划，将蒋中正置于死地。
1941年8月30日，蒋中正按计划于黄山官邸召开军事会议，突遇日机空袭。日军空投炸弹在黄山官邸建筑云岫楼及周边爆炸，当场有侍卫2人被炸死，侍卫4人受重伤。沈开樾护驾蒋中正火速撤入附近的防空洞，才躲过一劫。

## 后代
有独子沈乃昌，1931年出生，工程师，妻子肖光德，有“成都最后的贵族”之称。
沈乃昌早年毕业于中国公学造船系。国共内战时期，跟随留守成都的父亲沈开樾。建国后，在重庆钢铁公司担任技术员。1958年，因父亲原因，被打成右派。先后在重庆农场和云南山区劳动改造。沈乃昌首任妻子白冰，因无法承受沈乃昌打成右派，在重庆投长江自尽。
1964年，沈乃昌摘掉右派帽子，解除了劳动改造，在成都动力机械厂（后为成都红旗柴油机厂）担任技术员。但不久，收到母亲来信，信中嘱咐沈乃昌为沈开樾父收尸。旋以“为其反革命父亲收尸骨”之罪名入狱，有期徒刑5年，入成都市宁夏街监狱。
入狱3年后，沈乃昌出狱，入成都胜利消防器材厂（后为四川消防机械总厂）劳动改造。1970年，设计研制成功500吨摩擦压力机，填补了当时消防机械技术领域的空白。劳动改造后，在雅安苗溪茶厂任职。
1973年，娶肖光德。改革开放后，1979年，平反昭雪，右派身份撤销、劳动教养和反革命罪不成立，终四川消防机械总厂副总工程师，科研所所长。
沈乃昌是成都市人大代表，成都市中国国民党革命委员会委员和成都市祖国统一委员会委员。